# 打小人 (亞洲電視宣傳片)
《打小人》，或稱《打小人篇》，是香港電視台亞洲電視為宣傳1994年國際足協世界盃所製作的一個電視宣傳短片。它取名及取材自廣東地區流行的民間習俗「打小人」，具黑色幽默色彩，通過一名球迷老婦以「打小人」形式詛咒敵對球員的行為，展現球迷的狂熱及世界盃的影響力。
此短片因在1995年度金帆廣告大獎中，罕見地獲得年度最高榮譽的「金帆大獎」而聞名。它亦在一些研究廣告文案創作的書籍中，成為分析案例。

## 背景與內容
足球界重要國際賽事1994年國際足協世界盃的決賽周（下簡稱世界盃），在該年6月展開。當時香港的兩個免費電視台無綫電視與亞洲電視（下簡稱亞視）均購得轉播權:32，其中亞視製作了這個名為《打小人》的電視宣傳短片，進行宣傳。
《打小人》取名及取材自廣東地區流行的民間習俗「打小人」，其方式是一面手持鞋子敲打小紙人，一面說出詛咒之語。短片的內容如下：夜裡一群婦人聚集在街角進行打小人，當中忽然出現一名操台山話、手法奇特的老婦引人側目。她使用一隻足球鞋，對一些球員的比賽表現作出詛咒，包括蘭天尼（意大利隊球員）、白必圖（巴西隊球員）、馬圖斯（德國隊球員），最後她留下古烈治（荷蘭隊球員）必勝的宣言，手持一個足球與球鞋揚長而去，在其背影上出現字幕「一個球迷的故事」。

## 製作
據提交予金帆廣告大獎的製作團隊名單，此短片的監製是金科（George King），他時任亞視的節目宣傳主管；創意指導、導演、剪接則由黃偉賢（Gary Wong）兼任，他當時在鏡面宣傳部任職高級導演或監製；文案由Cindy Chong撰寫。但在廣告從業者勞雙恩1995年對金科、黃偉賢的專訪中，則指主要構思者是金科，他與黃偉賢商討後，交由Cindy Chong寫稿；黃偉賢負責導演工作。
據金科解說，在他們的《打小人》推出前，競爭對手無綫電視已推出由知名藝人擔綱的世界盃宣傳片，而藝人知名度（不管直屬藝人及有望邀請的外援藝人）以及財力都是亞視的相對弱項，所以他們敲定了反其道而行的策略，以獨特的橋段為賣點。金科最初打算從小市民生活中取材，以圖得到觀眾共鳴，後想到如果老婦人（通常對足球較缺乏興趣的群體）也對足球產生狂熱，這種橋段會具有新鮮感，直至某天他行經香燭店，便想出老婦「打小人」此一主題。構思雛形是兩名老婦為各自擁護的球星互相對打，後按黃偉賢的意見改為一人。此短片由一名具有打小人真實經驗的臨時演員主演，她能操多種粵語方言，製作團隊在聽過不同發音後，選擇了台山話；該演員亦對拍攝提供了意見，參與了文案的臨場修改。此短片從構思至完成後期製作，耗時約十日，拍攝時間只用了兩小時；撇除間接成本，花費不足港幣一千元。
《打小人》推出後，亞視觀察到不少觀眾感到有趣。隨後亦推出了更多世界盃宣傳片，但因製作團隊的期望變大，構思越趨複雜，其後作品的效果反而不如《打小人》理想。

## 獎項與提名
《打小人》曾在電視台熱衷參與的紐約國際電影電視節，獲得一個價值不高的入圍獎，但電視台的宣傳片則很少參選廣告界的獎項。據製作團隊的金科及黃偉賢憶述，在剪接完成後，他們的上級Danny Leung看後曾表現得十分雀躍，至1995年，金、黃兩人均已離開亞視（後又曾再度入職），Danny Leung卻意想不到地將此短片提交至1995年度金帆廣告大獎參選，而它最終更奪得年度最高榮譽的「金帆大獎」（Grand Kam Fan）。金帆廣告大獎是香港廣告界一個重要的年度頒獎禮，一直由跨國廣告集團的子公司包攬大部分獎項，連華資廣告公司也難以獲得重要獎項，而電視台的宣傳部不是專業廣告人，他們能獲得最高榮譽獎項，被視作「業餘」擊敗專業的罕見例子，廣告界謂之震驚。據勞雙恩對頒獎禮現場情況的描述，在當時廣告界人士眼中，該年度金帆大獎的大熱門是廣告公司奧美為眼鏡88所創作的電視廣告，公佈《打小人》得獎時，在場人士普遍愕然，一度靜默後湧現笑聲和掌聲。金帆廣告大獎的評選準則向來以重視創意見稱（相對於市場策略及反應），中國內地的市場營銷、廣告學者卢泰宏及李世丁在合著中認為，《打小人》得獎象徵了該頒獎禮「對原創性的執著追求」。
當屆亞視亦同時提交了一個名為《雪獅》的農曆新年時期廣告，但未能獲獎。
《打小人》較完整的獲獎紀錄如下：
| 廣告命名                      | 獲獎年份 | 頒獎禮                    | 獎項                      | 結果 |
| ----------------------------- | -------- | ------------------------- | ------------------------- | ---- |
| "World Cup" Generic Promotion | 1995     | 香港廣告商會 金帆廣告大獎 | 金帆大獎（Grand Kam Fan） | 獲獎 |
| "World Cup" Generic Promotion | 1995     | 香港廣告商會 金帆廣告大獎 | 最佳宣傳片/影音演示       | 金獎 |
| "World Cup" Generic Promotion | 1995     | 香港廣告商會 金帆廣告大獎 | 最佳導演                  | 銅獎 |

## 評價
此短片的風格多被形容為黑色幽默。中國內地廣告學者郑建鹏將它作為幽默手法的廣告文案之例，他指出老婦打小人與現代足球文化兩種元素有着「荒誕與現實、愚昧與時尚、傳統與現代的衝突和矛盾」，營造強烈的黑色幽默效果，從中亦充分展現了世界盃的影響力。市場營銷、廣告學者阳翼及万木春則在合著中，形容該些矛盾點被「天衣無縫地結合」；他們又指出這個成本極低、無明星演員的宣傳片能奪得大獎，証明了創意的重要性。
中國內地傳媒學者丁柏铨主編的《广告文案写作教程》一書，將它作為幽默手法中的「顛覆思維定勢」之例，利用各種反差營造幽默效果。其列舉的反差包括：現實中鮮有跟足球扯上關係的高齡女性形象，與短片中投入激情的球迷老婦形象；對其他球員的詛咒，與對所擁護的球員送上的祝福；本來按着打小人活動的氛圍「順水而行」地發展情節，與真相揭曉時「急轉直下的結尾」。
中國內地廣告界人士高志宏及徐智明的合著，分別將它作為誇張修辭及採用反向「代言人」的廣告文案之例。在誇張修辭方面，他們認為此短片以誇張手法渲染球迷的痴迷、世界盃的魅力，由於現實中確是有狂熱球迷做出各種不可思議之事，此手法不會帶來言過其實之感:228。反向「代言人」則是指：有別於在廣告中設置「代言人」角色傳達正面、肯定訊息的常規手法，反過來設置跟受眾需求相反的角色，通過其批評的口吻作出反襯；此短片屬於成功之例。:179–180, 217–218
中國內地的中國語文學者郑燕萍，將它作為以商品利益關聯者視角出發的廣告文案創作之例，她指情節以老婦對球星們的仇恨展開，讓觀眾疑惑，甚至會使觀眾中的球迷憤怒，最後才揭示老婦也是一名鐵杆球迷，設計別緻。香港廣告創作人畢明認為其意念出色，笑點達「人仰馬翻」的程度，老婦的狂熱行為也會讓球迷感同身受。

## 備註
1. ↑  然而，古烈治最終在球員名單確認前宣佈退出荷蘭國家隊。[4]:145
2. ↑  並按實際內容補充。
3. ↑  同年亞視為宣傳日劇《101次結婚》播映，在紅磡海底隧道入口附近設置印上「我要求婚」四字的大型廣告牌，成為話題[9]，此舉亦是金科的構思[3]。
4. ↑  廣告創作人畢明亦觀察到，1990年代亞視更願意在宣傳片的文案上花心思，屢有破格意念。[10]
5. ↑  她是該時期影視作品中常見的臨時演員。